# كارل أينشتاين
كارل أيْنشتاين (بالإنجليزية: Carl Einstein)‏ (ولد في نويفيلد في 26 أبريل 1885- مات بالقرب من الحدود الإسبانية في 5 يوليو 1940) أديب ومؤرخ فني ألماني.

## حياته
عمل كارل أيْنشتاين في بداية حياته في أحد البنوك، ثم ترك عمله وانتقل إلى برلين عام 1904, وانخرط في الأوساط الأدبية وخاصة الحركة التعبيرية. ثم أصدر في عام 1912 روايته «بيبوكفين» Bebuquin, وقد أثارت هذه الرواية ضجة أدبية وفلسفية في ذلك الوقت.
بجانب الإنتاج الأدبي فقد ألف كارل أيْنشتاين العديد من الدراسات العلمية والنقدية حول الفن والأدب، وكان من أوائل النقاد الذين تناولوا فكرة «الفن البدائي أو البسيط», وكذلك المذهب التكعيبي.
اهتم كذلك بعد أن انتقل إلى باريس بالحركة السريالية. وبجانب ذلك فقد كانت له نشاطات داخل اليسار السياسي. ثم جاءت الأزمة الاقتصادية العالمية في أواخر العشرينيات، تلاها استيلاء النازيين على السلطة في ألمانيا، فاضطر إلى الهروب إلى المهجر، فذهب إلى فرنسا أولا ثم إلى إسبانيا، حيث اشترك في عام 1936 في الحرب الإسبانية الأهلية.
بعد انتصار الجنرال فرانكو واستيلاءه على السلطة في إسبانيا، هرب كارل أيْنشتاين إلى فرنسا في عام 1939, فاعتقل في فرنسا حتى هروبه قبل غزو الألمان لفرنسا في عام 1940. لكنه أقدم في 5 يوليو 1940 على الانتحار.
على الرغم من شهرة ونجاح كتابه الذي طبع في عام 1931 ثلاث طبعات، وهو كتاب «الفن في القرن العشرين», فقد ظل اسم كارل أيْنشتاين يخيم عليه بعض الصمت داخل ألمانيا. وقد أنشئت جمعية باسمه تخليدا له، هي جمعية كارل أيْنشتاين Carl-Einstein-Gesellschaft, وتعمل هذه الجمعية على إبراز قيمته الأدبية.

## من أعماله
- بيبوكفين Bebuquin (رواية 1912)
- أوراق جديدة 1912
- النحت الإفريقي 1921
- الرسالة السيئة 1921
- فن النحت على الخشب في اليابان في العصر الحديث 1922
- أساطير وخرافات إفريقية 1925
- الفن في القرن العشرين 1926

## روابط خارجية
- كارل أينشتاين على موقع IMDb (الإنجليزية)
- كارل أينشتاين على موقع ميوزك برينز (الإنجليزية)